# Compagnie du si
 (juillet 2011).
Si vous disposez d'ouvrages ou d'articles de référence ou si vous connaissez des sites web de qualité traitant du thème abordé ici, merci de compléter l'article en donnant les références utiles à sa vérifiabilité et en les liant à la section « Notes et références ».
La Compagnie du si est une compagnie de théâtre professionnelle implantée à Bordeaux. Depuis 2004, la Compagnie du si axe son travail vers le "jeune public" avec la mise en scène de textes d'auteurs contemporains.
La Compagnie du si réunit une dizaine d'artistes (comédiens, musiciens, plasticiens, photographes et vidéastes). Dans la continuité d'un cycle de travail consacré à la figure du père et inauguré en 2007 par L'Ogrelet de Suzanne Lebeau, la Compagnie du SI a choisi de monter en 2010 un second volet avec la création de L'Apprenti de Daniel Keene.

## Spectacles Jeune Public
- 2004 : On dirait que c'est la nuit (création collective)
- 2007 : L'Ogrelet de Suzanne Lebeau.
- 2010 : L'Apprenti de Daniel Keene voir critique du texte édité chez Théâtrales Jeunesse

## Spectacle pour adultes et adolescents
- 2009 : La Terrasse de Malenciel-Dialogue intemporel avec Montaigne, Montesquieu, Mauriac de Michel Suffran

La Terrasse de Malenciel invite à partager une conversation de haut vol, tour à tour grave, enflammée, chaleureuse. la pensée se construit sous nos yeux. Montaigne, Montesquieu, Mauriac, nous embarquent dans leur questionnement du monde... et ces esprits si brillants nous paraissent si proche… Une pièce créée à l'occasion des Journées européennes du patrimoine et présentée en 2010 au Domaine de Malagar en Gironde.
- 2011 : Quelque chose qui va. Et qui va, trilogue sur des poèmes de Christophe Tarkos.

## La Presse en parle
Au sujet de L'Apprenti :
« Mais c'est avant tout la virtuosité de la mise en scène qui vaut le détour. Sur une scène représentant un damier noir et blanc, les deux protagonistes avancent et font penser à deux pions sur un échiquier »Damien Gouffies Voir la critique en entier
« Treize moments, treize lieux à faire vivre avec les artifices d'un seul décor ou presque : la gageure est en passe d'être relevée avec malice, invention et décalage. Un gros travail sur les symboles, le son et un peu de vidéo accompagnent le duo d'acteurs. »Yannick Delnest - Sud Ouest -voir la critique sur le site de SudOuest
Au sujet de l'Ogrelet :
« l'ambiance est grave, mais l'histoire est belle, poétique où l'aventure est au coin du bois. La Scénographie est soignée, enveloppante, avec le public installé au cœur de la forêt, enveloppé de bruits qui l'habitent de jour comme de nuit »…Sud-Ouest - Céline Musseau 7 décembre 2007 Voir des photos, et d'autres critiques presse
Au sujet de La Terrasse de Malenciel :
« Michel Suffran ouvre les terrasses et donne le théâtre de synthèse littéraire que réclame sans aucun doute notre époque (…) il y eut samedi des moments frissonnants au cours de cette conversation de haut vol où l’on retrouva Pascal, Dieu et Ray Bradbury. La mise en scène fluide d’Alain Chaniot y est pour beaucoup… ». « Quant aux acteurs, ils ont su ressentir ces mots, les voir comme ils sont et les rendre vivants. Un lyrisme qui éclaire et rafraîchit cette nuit d'été shakespearienne. Le théâtre, quand il est magnifiquement écrit et majestueusement joué sublime les mots. »lire la critique en entier.